# مجمع أهرامات الجيزة

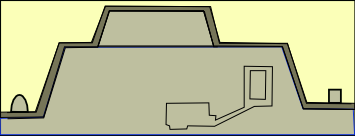
قبر الملكة خنتكاوس

مجمع أهرامات الجيزة هو موقع أثري على هضبة الجيزة، على مشارف القاهرة، مصر. ويشمل الأهرامات الثلاثة الكبرى (خوفو، خفرع، منقرع) ، وأبو الهول العظيم، وعدة مقابر، وقرية عمالية ومجمع صناعي. يقع في الصحراء الغربية، على بعد حوالي 9 كم (5 ميل) غرب نهر النيل في البلدة القديمة في الجيزة، وحوالي 13 كم (8 ميل) جنوب غرب مركز مدينة القاهرة.

خريطة مكونات مجمع أهرامات الجيزة

الأهرامات الثلاثة الرئيسية بالجيزة، بالإضافة إلى الأهرامات الفرعية وبقايا الهياكل الأخرى.

الأهرامات، التي كانت شائعة تاريخياً كرموز لمصر القديمة في الخيال الغربي (Ancient Egypt in the Western imagination)، شاعت في الأزمنة الهلنستية، عندما تم ذكر الهرم الأكبر من قبل أنتيباتر الصيداي (Antipater of Sidon) كأحد عجائب الدنيا السبع في العالم. وهو حتى الآن أقدم عجائب الدنيا والوحيد الذي لا يزال موجودًا.

## مكونات المجمع
من الخريطة الجانبية تظهر مكونات المجمع كالتالي :
1. هرم خوفو
2. هرم خفرع
3. هرم منقرع
4. المعبد الجنائزي لخفرع
5. المعبد الجنائزي
6. هرم صغير
7. معبد الوادي لخفرع
8. معبد الوادي لمنقرع
9. مقابر الملكة حتب حرس
10. قبر الملكة خنتكاوس
11. أهرامات الملكات
12. منطقة المصاطب
13. أبو الهول العظيم
14. معبد أبو الهولأبو الهول
15. قبر هيمون ( معاري الهرم الأكبر)
16. مكتب دراسات الأهرام
17. مكتب التذاكر
18. حفرة مراكب الشمس
19. طريق حديث
20. مقابر مقطوعة بالصخور
21. جبانة وقرية العمال بناة الأهرام
22. الطريق للقاهرة
23. منطقة نزلة السمان
24. طريق المعبد
25. محجر أحجا هرم منقرع
26. مقبرة حديثة

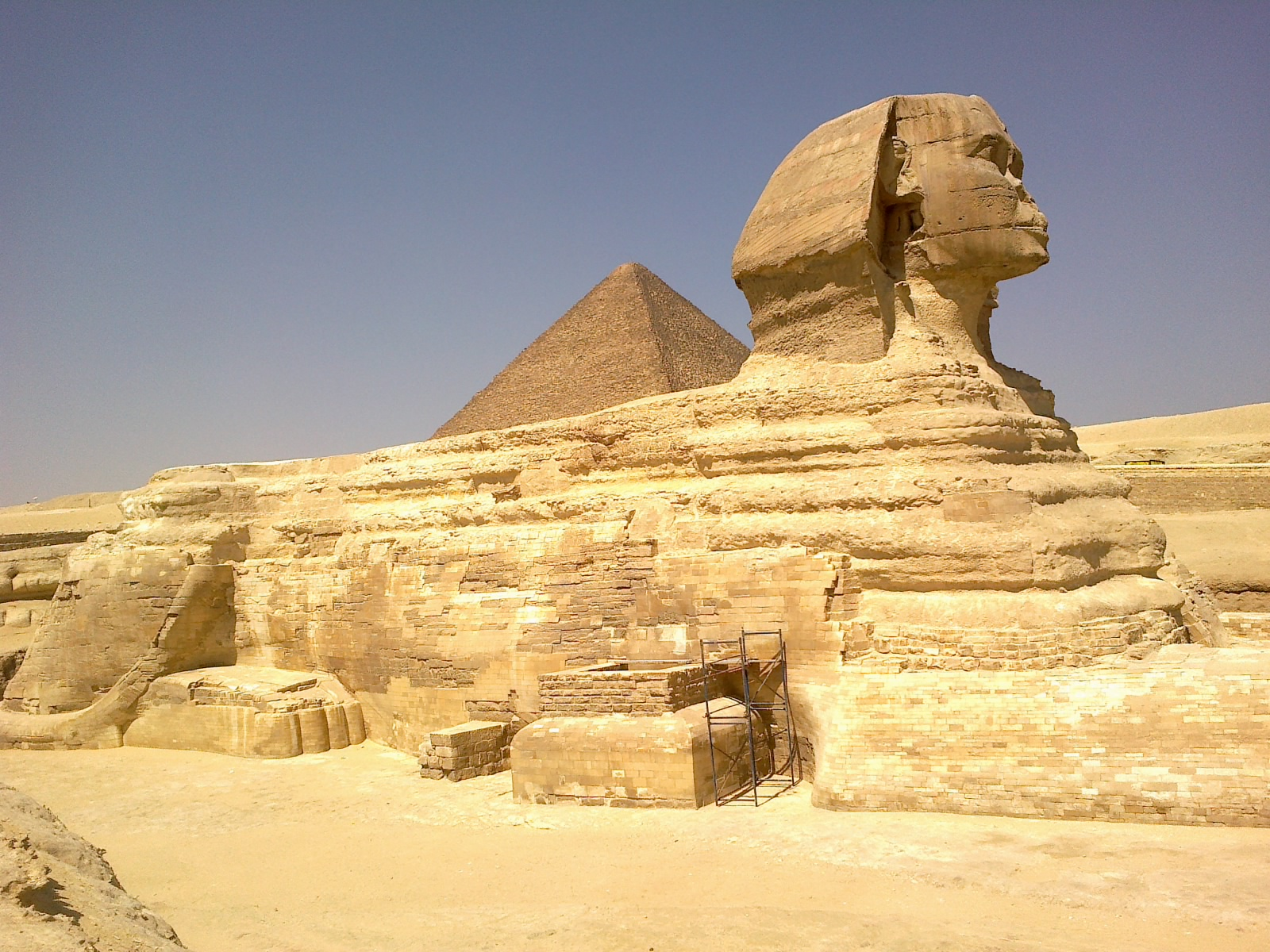
أبو الهول

27. الجزء الجنوبي للمقابر المنحوتة بالصخور
28. جدار
29. المصاطب والمقابر الصخرية
30. المقبرة الغربية
31. المقبرة الشرقية
32. الحقل المركزي للمصاطب والمقابر الصخرية

## الأهرامات وأبو الهول
يتكون مجمع أهرامات الجيزة من الهرم الأكبر (المعروف أيضًا باسم هرم خوفو الذي تم تشييده حوالي 2580 - 2560 قبل الميلاد) ، و هرم أصغر هو هرم خفرع على بعد بضع مئات من الأمتار إلى الجنوب الغربي ، وأخيرا هرم منقرع وهو أصغر الأهرامات الثلاثة ، ويوجد أيضا مجموعة من المقابر الصغيرة والتي يطلق عليها أهرامات الملكات ، ويقع أبو الهول في الاتجاه الشرقي من هرم خفرع 

### هرم خوفو
طالع المقالة الرئيسية : هرم خوفو
الهرم الأكبر أو هرم خوفو هو الأثر الوحيد الباقي من عجائب الدنيا السبع، ويقع بمنطقة أهرام الجيزة في مصر المسجلة ضمن مواقع اليونيسكو للتراث العالمي. يعود بناء الهرم إلى نحو سنة 2560 قبل الميلاد حيث شيد كمقبرة لفرعون الأسرة الرابعة خوفو واستمر بناؤه لفترة 20 عامًا، ارتفاعه الأصلي الذي كان يصل إلى 148 متر

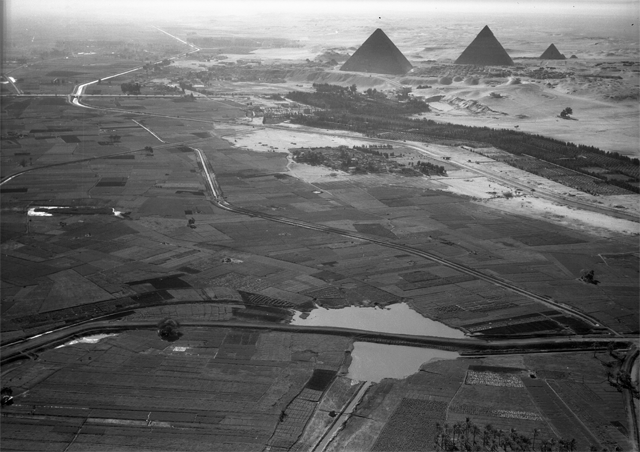
صورة جوية للأهرامات الثلاثة

### هرم خفرع
طالع المقالة الرئيسية : هرم خفرع
هرم خفرع هو أحد أهرامات الجيزة في مصر. بناه الملك خفرع رابع ملوك الأسرة الرابعة ابن الملك خوفو. تزوج من الأميرة مراس عنخ. حكم ست وعشرين سنة. بني الهرم الثاني من أهرام الجيزة، وهو أقل ارتفاعا من هرم أبيه (خوفو). كان ارتفاعه 143 مترا والآن 136 مترا.

### هرم منقرع
طالع المقالة الرئيسية : هرم منقرع
هرم منقرع أو هرم منكاورع هو أصغر أهرامات الجيزة الثلاثة في مصر. بناه الملك منقرع ابن الملك خفرع من الأسرة المصرية الرابعة. طول كل ضلع من أضلاعه 108.5 متراً وارتفاعه 65.5 متراً ، والآن 62 متراً بعد سقوط كسوته الخارجية.

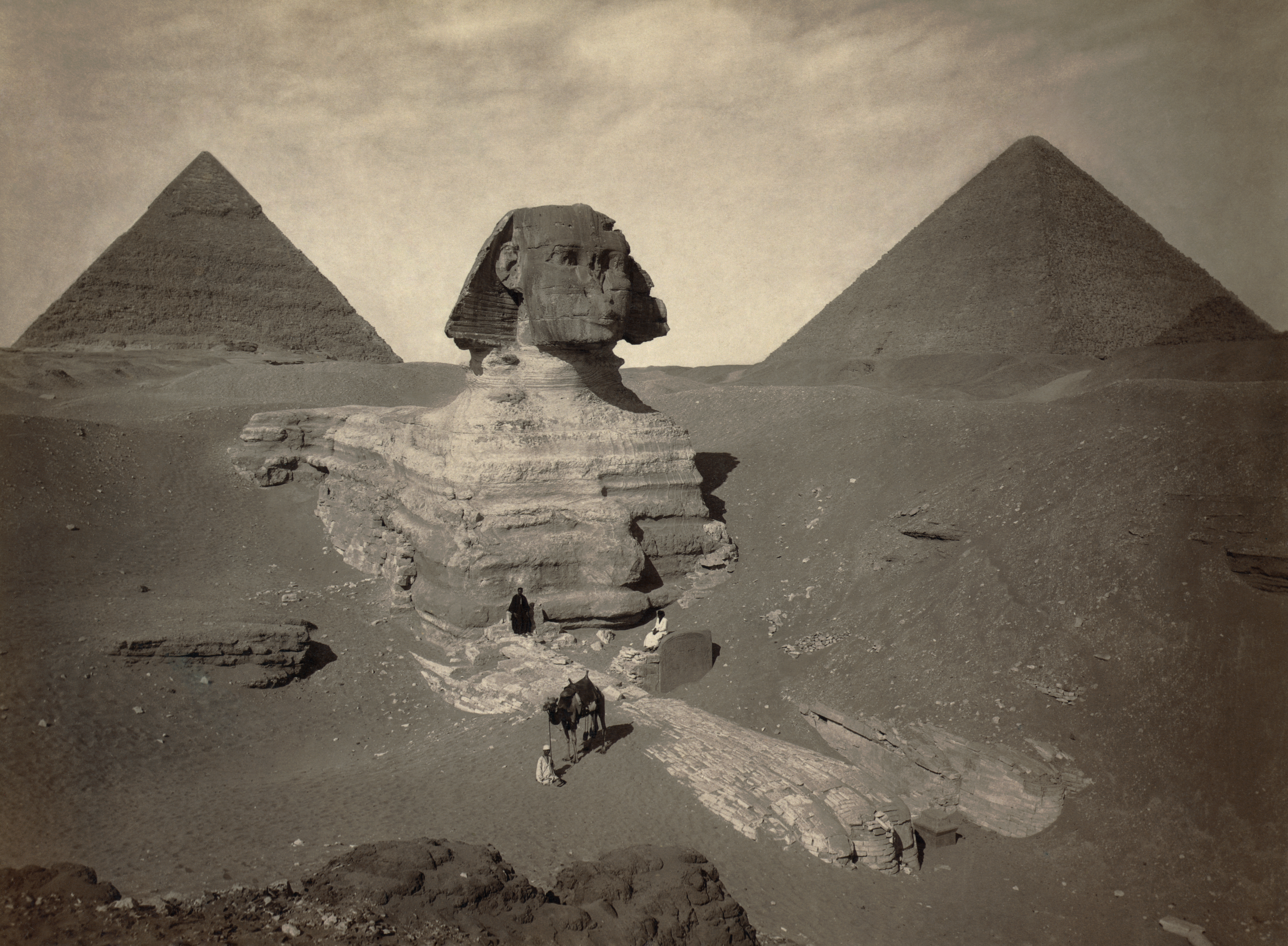
صورة قديمة لأبو الهول تم تصويرها في القرن الثامن عشر

### أبو الهول
طالع المقالة الرئيسية : أبو الهول
أبو الهول هو تمثال لمخلوق أسطوري بجسم أسد ورأس إنسان وقد نحت من الحجر الكلسيّ، ويقع على هضبة الجيزة على الضفة الغربية من النيل في الجيزة، مصر، ويعد أبو الهول أيضاً حارساً للهضبة.

### قبرالملكة خنتكاوسالأولى
دفنت خنتكاوس ألأولى بمنطقة الأهرامات في الميدان المركزي بالقرب من معبد وادي منقرع.. يُعرف قبرها بالكود LG 100 و G 8400 ، و يشمل مجمع أهرامات الملكة خنتكاوس: هرمها ، وحفرة قارب ، ومعبد وادي

## تشييد الأهرامات
طالع المقالة الرئيسية : طريقة بناء الأهرام المصرية
هناك عدة فرضيات حول بناء الأهرامات والذي يمثل بناءها لغزا محيرا حتى الآن بسبب ضخامة الأحجار وعدم توافر الوسائل لرفع تلك الأحجار لأرتفاعات عالية.

### الهدف من تشييد الأهرامات
يُعتقد أن أهرامات الجيزة وغيرها قد شيدت لإيواء رفات الفراعنة المتوفين الذين حكموا مصر القديمة

## جبانة وقرية العمال
كشفت الحفريات عن بقايا تجمع سكاني كبير يعرف باسم حيط الغراب في المنطقة الجنوبية الشرقية لهضبة الجيزة، حيث يعتقدانه كان المكان الذي عاش ومات فيه العمال الذين اشتركوا في بناء المجموعات الهرمية لكل من خفرع (حوالي 2555 - 2532 ق. م) ومنكاورع (حوالي 2532 - 2503 ق.م)، بالإضافة إلى بقايا سكنية أقدم ترجع لعهد خوفو (حوالي 2525 - 2566 ق.م).

## المقابر
طالع المقالة الرئيسية : مصطبة (آثار)
تم تشييد مجموعات من المصاطب التي تستخدم كمقابر حول الأهرامات وكان الدافع الأكبر للمصريين القدماء لتشييد مثل تلك المقابر هو إيمانهم الشديد بعقيدتي البعث والخلود وقيام الموتى مرة أخرى من قبورهم ليوم الفصل

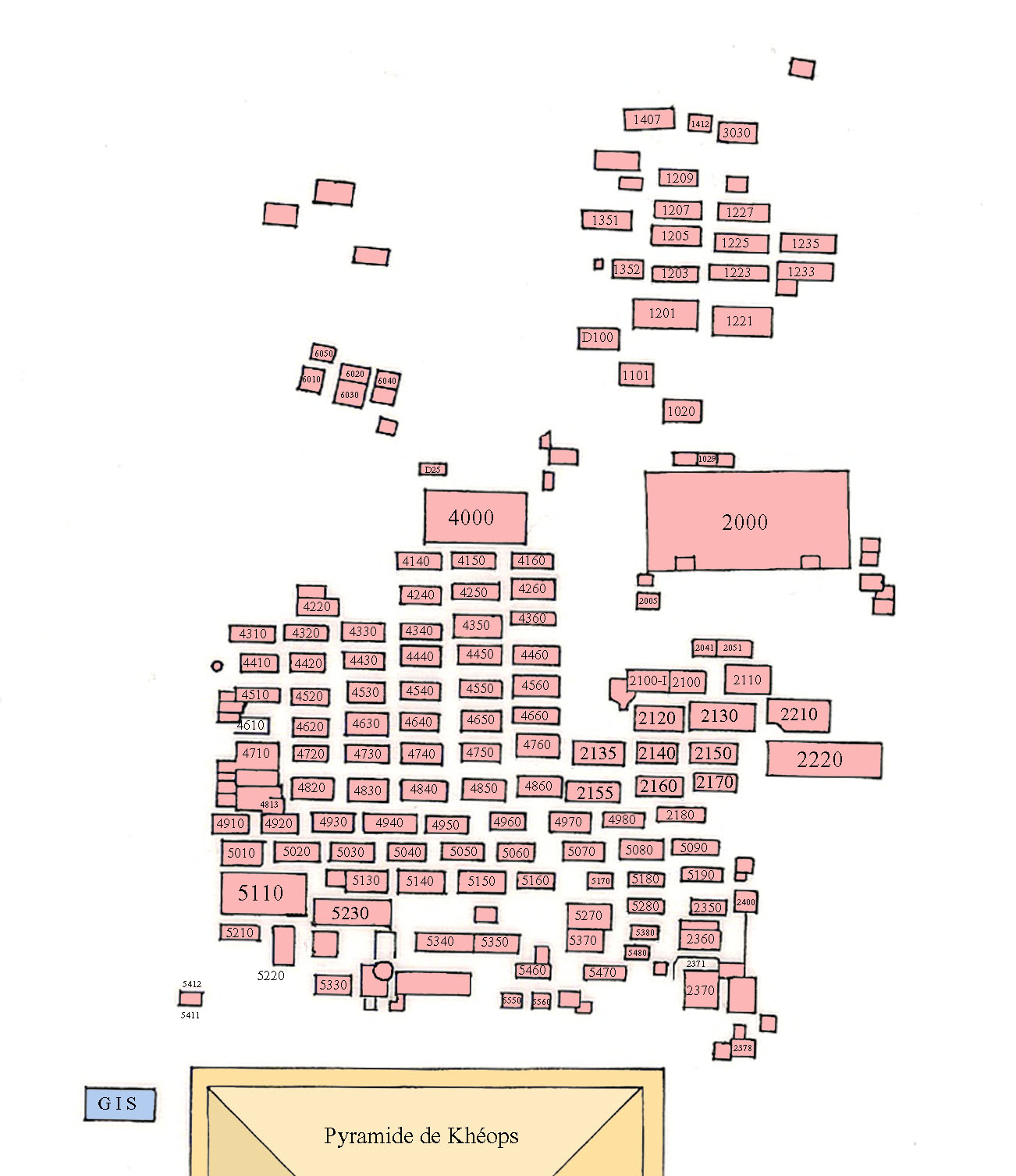
مصاطب الجانب الغربي

### مصاطب الجانب الغربي
تقع غرب هرم الملك خوفو وهي مجموعة من المصاطب
| المقبرة            | الفترة الزمنية                      | المستكشف                       |
| ------------------ | ----------------------------------- | ------------------------------ |
| حفريات أبو بكر     | الأسرة الخامسة والسادسة             | (1949–53)                      |
| المقبرة G 1000     | الأسرة الخامسة والسادسة             | جورج أندرو ريزنر (1903–05)     |
| المقبرة G 1100     | الأسرة الخامسة والسادسة             | جورج أندرو ريزنر (1903–05)     |
| المقبرة G 1200     | الأسرة الرابعة                      | جورج أندرو ريزنر (1903–05)     |
| المقبرة G 1300     | الأسرة الخامسة والسادسة             | جورج أندرو ريزنر (1903–05)     |
| المقبرة G 1400     | الأسرة الخامسة والتي تليها          | جورج أندرو ريزنر (1903–05)     |
| المقبرة G 1500     |                                     | جورج أندرو ريزنر (1931?)       |
| المقبرة G 1600     | الأسرة الخامسة والتي تليها          | جورج أندرو ريزنر (1931)        |
| المقبرة G 1900     |                                     | جورج أندرو ريزنر (1931)        |
| المقبرة G 2000     | الأسرة الخامسة والسادسة             | جورج أندرو ريزنر (1905–06)     |
| المقبرة G 2100     | الأسرة الرابعة والخامسة والتي تليهم | جورج أندرو ريزنر (1931)        |
| المقبرة G 2200     | الأسرة الرابعة والخامسة             | جورج أندرو ريزنر ?             |
| المقبرة G 2300     | الأسرة الخامسة والسادسة             | جورج أندرو ريزنر (1911–13)     |
| المقبرة G 2400     | الأسرة الخامسة والسادسة             | جورج أندرو ريزنر (1911–13)     |
| المقبرة G 2500     |                                     | جورج أندرو ريزنر               |
| المقبرة G 3000     | الأسرة السادسة                      | فيشر و ايكيلي (1915)           |
| المقبرة G 4000     | الأسرة الرابعة والتي تليها          | جنكر و جورج أندرو ريزنر (1931) |
| المقبرة G 6000     | الأسرة الخامسة                      | جورج أندرو ريزنر (1925–26)     |
| المقبرة جنكر(غرب)  | المملكة القديمة                     | جنكر (1926–27)                 |
| Steindorff المقبرة | الأسرة الخامسة والسادسة             | ستيندورف (1903–07)             |
| المقبرة جنكر (شرق) | المملكة القديمة                     | جنكر                           |

## روابط خارجية
- Pyramids in Giza Pictures of Giza Pyramids published under Creative Commons License
- 3D virtual tour explaining Houdin's theory (plug in needed)
- The Giza Archives (Gizapyramids.org) نسخة محفوظة 11 أكتوبر 2008 على موقع واي باك مشين. Website maintained by the متحف الفنون الجميلة في بوسطن in Boston. Quote: "This website is a comprehensive resource for research on Giza. It contains photographs and other documentation from the original Harvard University - Boston Museum of Fine Arts Expedition (1904 to 1947), from recent MFA fieldwork, and from other expeditions, museums, and universities around the world.".